# Piedra Cara del indio
La Piedra Cara del indio es una formación rocosa que sobresale del monte denominado Peña azul, ubicado en el Páramo Verjón a 18 kilómetros de la ciudad de Bogotá. Se caracteriza por su forma particular que simula el rostro de un indígena, observándose fácilmente la boca, la nariz, la frente y el cabello.

## Características

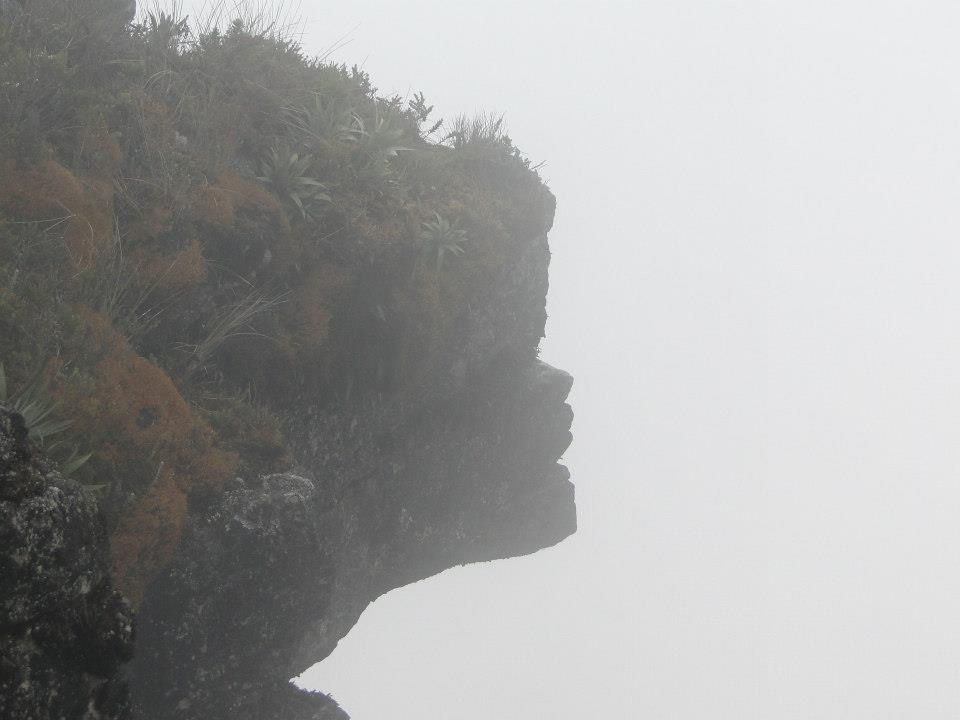
Fotografía Cara del indio

Es un lugar turístico perteneciente al municipio de Choachí (Cundinamarca), ubicado al oriente del Distrito Capital en el Valle del Río Blanco. Se encuentra a 3200 m s. n. m. Está clasificado como un ecosistema de bosque de niebla y páramo alto y su clima varía entre cálido y frío.
Su ubicación proporciona una magnífica vista de los municipios de Une, Fómeque, Cáqueza y algunas veredas de Choachí, además de la cuenca del río Palmar, río Blanco, los cerros de Guayacundo, el Quinto Alto de los órganos del parque nacional Chingaza, entre otros.
La Gobernación del municipio, organizaciones de ecoturismo y grupos de personas realizan continuamente caminatas ecológicas que visitan este corredor natural.

## Leyenda
Según relatos populares, existió un indígena el cual observaba y protegía las poblaciones de Ubaque y Choachí desde esta peña, con el paso del tiempo envejeció y como no podía continuar cuidando a estas poblaciones le pidió al cacique que lo transformara en roca y así poder vigilar las poblaciones por siempre.